# Яйла Чатир-Дагу
Яйла Чатир-Дагу — заповідне урочище, розташоване на північ від міста Алушта Алуштинської міської ради АР Крим. Створене відповідно до Постанови ВР АРК № 353 від 20 травня 1980 року.

## Загальні відомості
Землекористувачем є ДП «Алуштинське лісогосподарство», квартал 1-10. Частина гірського масиву Чатир-Даг, до його складу входить верхнє плато гірського масиву з горою Казу-Кая і частина нижнього плато. На верхньому плато розташовані вершини Еклізі-Бурун та Ангара-Бурун.
На півночі урочище межує з Кримським природним заповідником, на заході і сході межа проходить урвищем нижнього плато вздовж межі лісу. Площа урочища 900 гектарів.
Урочище створене з ціллю комплексного збереження в природному стані південної частини яйли Чатир-Дагу — відокремленого цілісного ландшафту, що має наукове природоохоронне і естетичне значення.